# Pržno

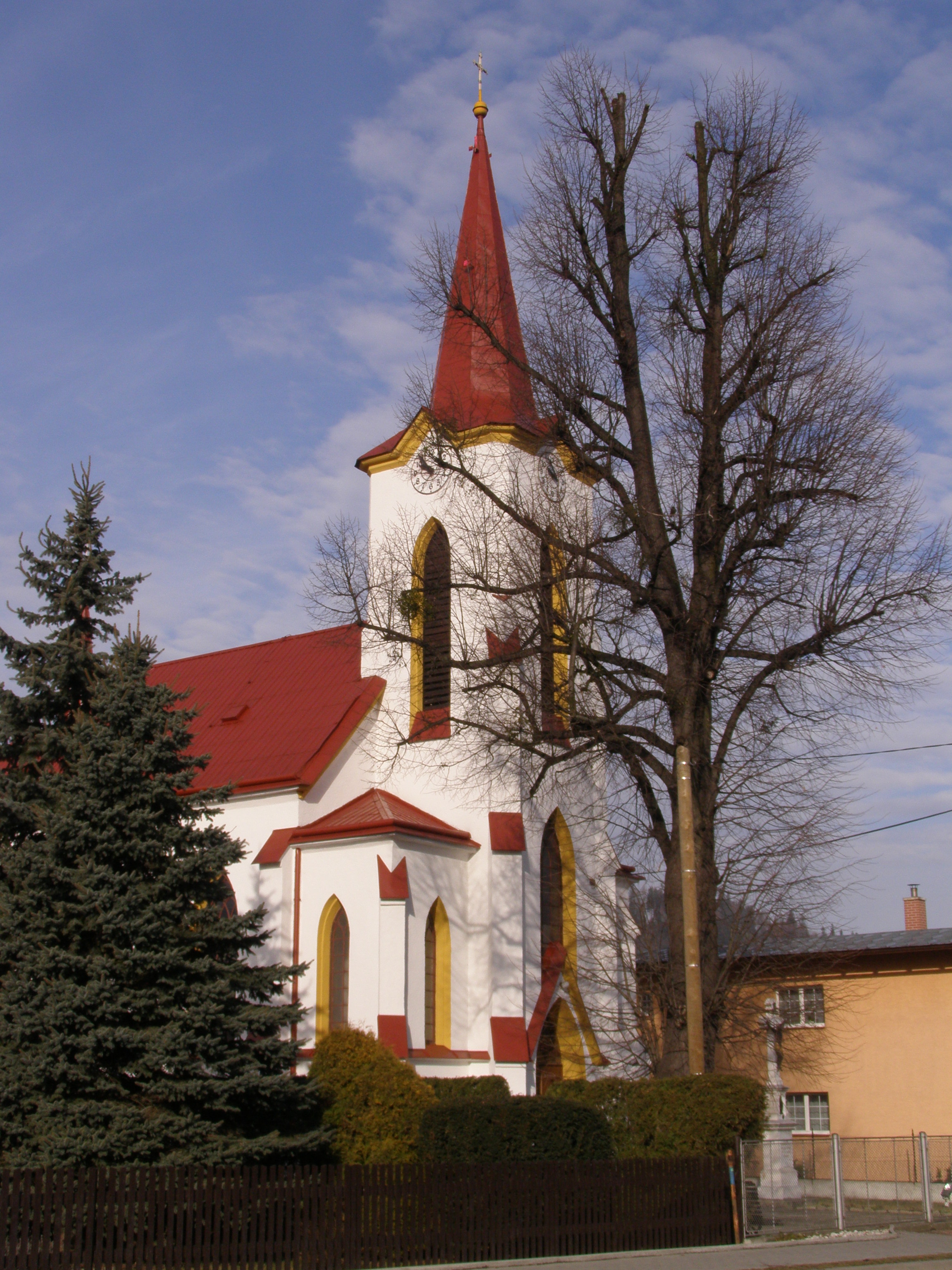
Ortskirche

Pržno (deutsch Prschno, polnisch Prżno) ist eine Gemeinde in Tschechien. Sie liegt acht Kilometer südlich von Frýdek-Místek und drei nördlich von Frýdlant nad Ostravicí im Okres Frýdek-Místek, am rechten, östlichen Ufer der Ostravice, innerhalb der historische Landschaft Teschener Schlesien, sowie der Lachei.

## Geschichte
Es bestand am wahrscheinlichsten schon im Jahre 1573, als die Freie Minderherrschaft Friedek aus dem Herzogtum Teschen ausgegliedert wurde, und wurde im Jahr 1580 als Perzno erstmals urkundlich erwähnt. Später folgten die Erwähnungen als z Przna (1584), Perzno (1636), Prsno (1724), Przno (1736), Przno (1804), Prsno, Prschno (1881), Prżno, Przeno (1890), Pržno (1900). Diese verhindern die Interpretation des Namens. Nach dem polnisch-schlesischen Forscher Henryk Borek ist es mit dem Ortsnamen Prstno (Piersna, Pyrzno) verbunden, während Rudolf Šrámek aus Ostrava es aus dem *prž-iti (ausbrennen) beleitet. Es gibt auch Theorie, dass es von der Basis *pъrg- bzw. pržina (Sand) abstammt, also der Name wäre topographisch und bezeichnete einen ausgebrannten oder sandigen Ort.
In der Beschreibung Teschener Schlesiens von Reginald Kneifl im Jahr 1804 hatte Przno 41 Häuser mit 218 Einwohnern schlesisch-mährischer Mundart, die nach Borowa eingepfarrt waren. Nach der Aufhebung der Patrimonialherrschaften bildete es ab 1850 eine Gemeinde in Österreichisch-Schlesien, Gerichtsbezirk Friedek bis 1901 im Bezirk Teschen, dann im Bezirk Friedek. 1894 wurde ein Bahnhof an einer Strecke der Kaiser-Ferdinands-Nordbahn eröffnet. Das Dorf war von tschechischsprachigen (Oberostrauer Mundart) Römisch-Katholiken bewohnt, die sich Lachen nannten.
Nach dem Zusammenbruch Österreich-Ungarns Ende 1918 wurde Pržno ein Teil der Tschechoslowakei.